# Coussa
Coussa är en kommun i departementet Ariège i regionen Occitanien i södra Frankrike. Kommunen ligger  i kantonen Varilhes som ligger i arrondissementet Pamiers. År 2022 hade Coussa 278 invånare.

## Befolkningsutveckling
Antalet invånare i kommunen Coussa
Referens: INSEE